# Rozpuszczalnik nitro
Rozpuszczalnik nitro – mieszanina rozpuszczalników organicznych używana m.in. w przemyśle farbiarskim i lakierniczym do rozpuszczania (rozcieńczania) lakierów i farb nitrocelulozowych. Skład chemiczny nie jest objęty normami i w związku z tym zależy od producenta. Najczęściej stosowana jest mieszanina toluenu (ok. 70%) i acetonu (ok. 30%), ponadto niektórzy producenci stosują ksylen, etylobenzen, octan metylu, octan etylu, alkohole i inne dodatki.